# Alessandra Querzola
Alessandra Querzola é uma decoradora de arte estadunidense. Foi indicada ao Oscar de melhor direção de arte na edição de 2018 pelo trabalho na obra Blade Runner 2049.